# Fashion Walk
Fashion Walk（ファッション・ウォーク）は、香港銅鑼湾に位置するショッピングモールである。

## 概要
香港銅鑼湾で最大級のアウトドアのショッピングプラザである。ファッションブランドのほか、カジュアルシューズやデザイナーブランド等のブランドが入っている。また、Fashion Walkの隣にはフードストリートもある。デベロッパーは恒隆地産である。

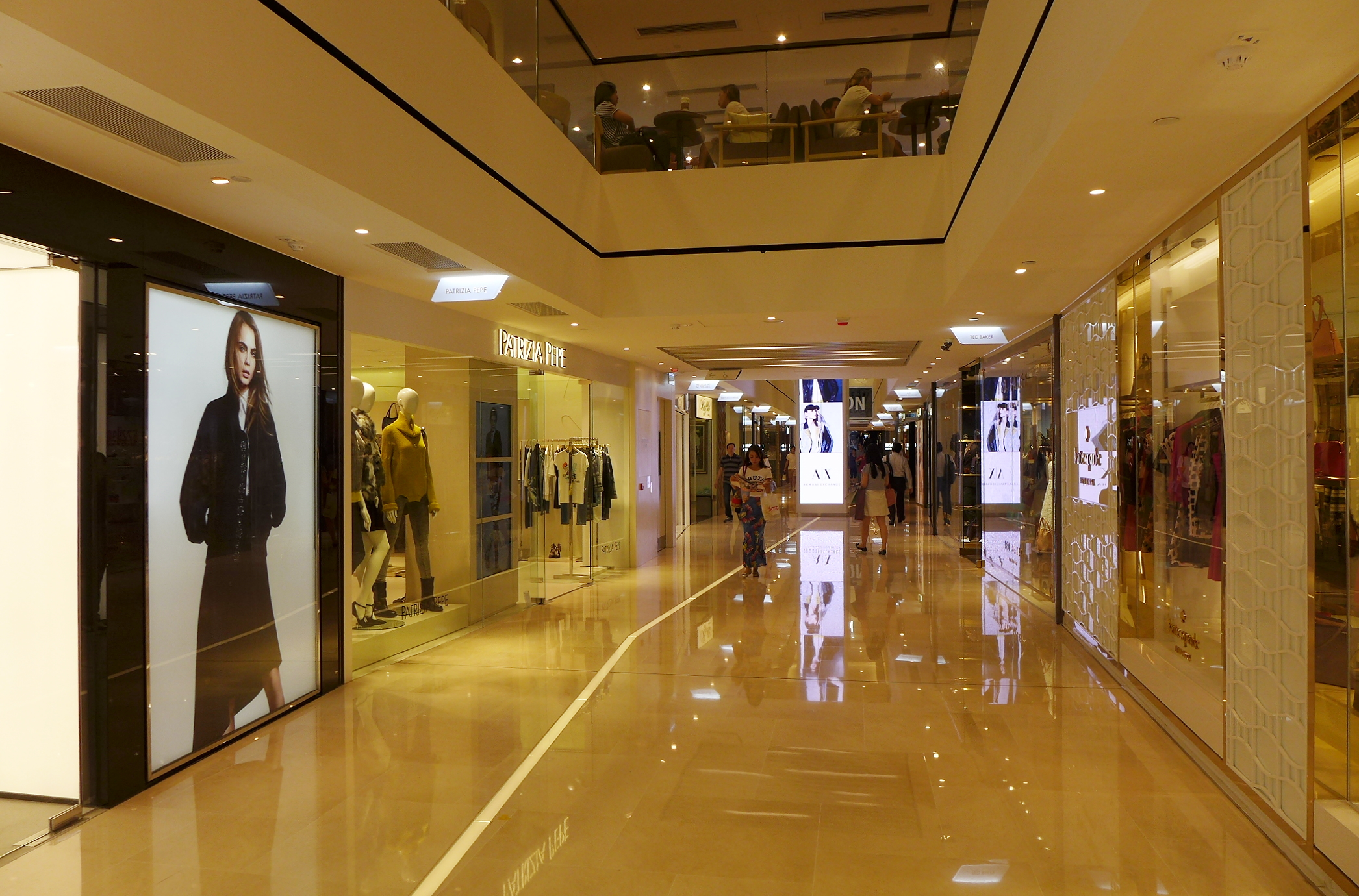
Fashion Walk 屋内モール（2015年9月）
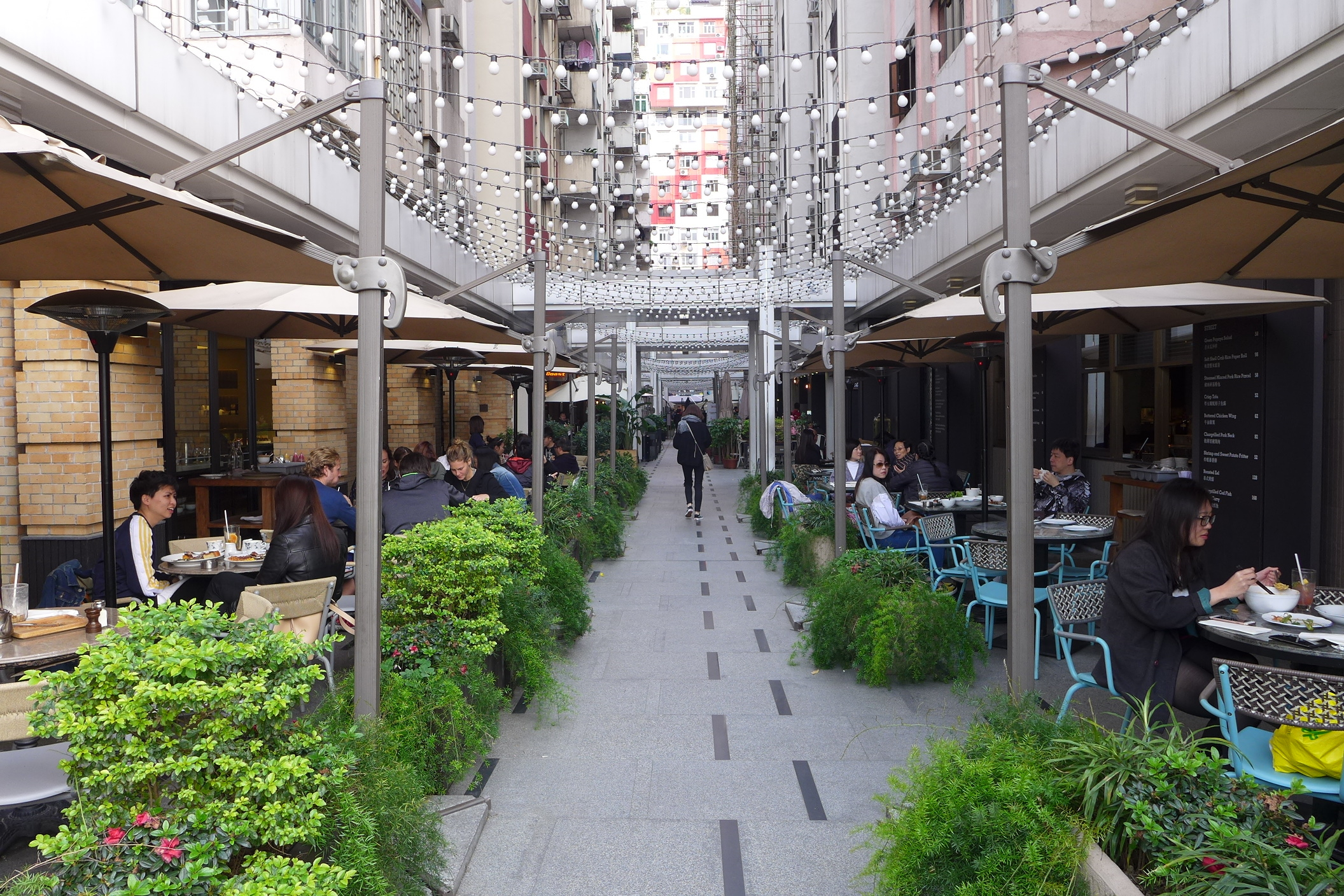
改装後のフードストリート（2016年3月）
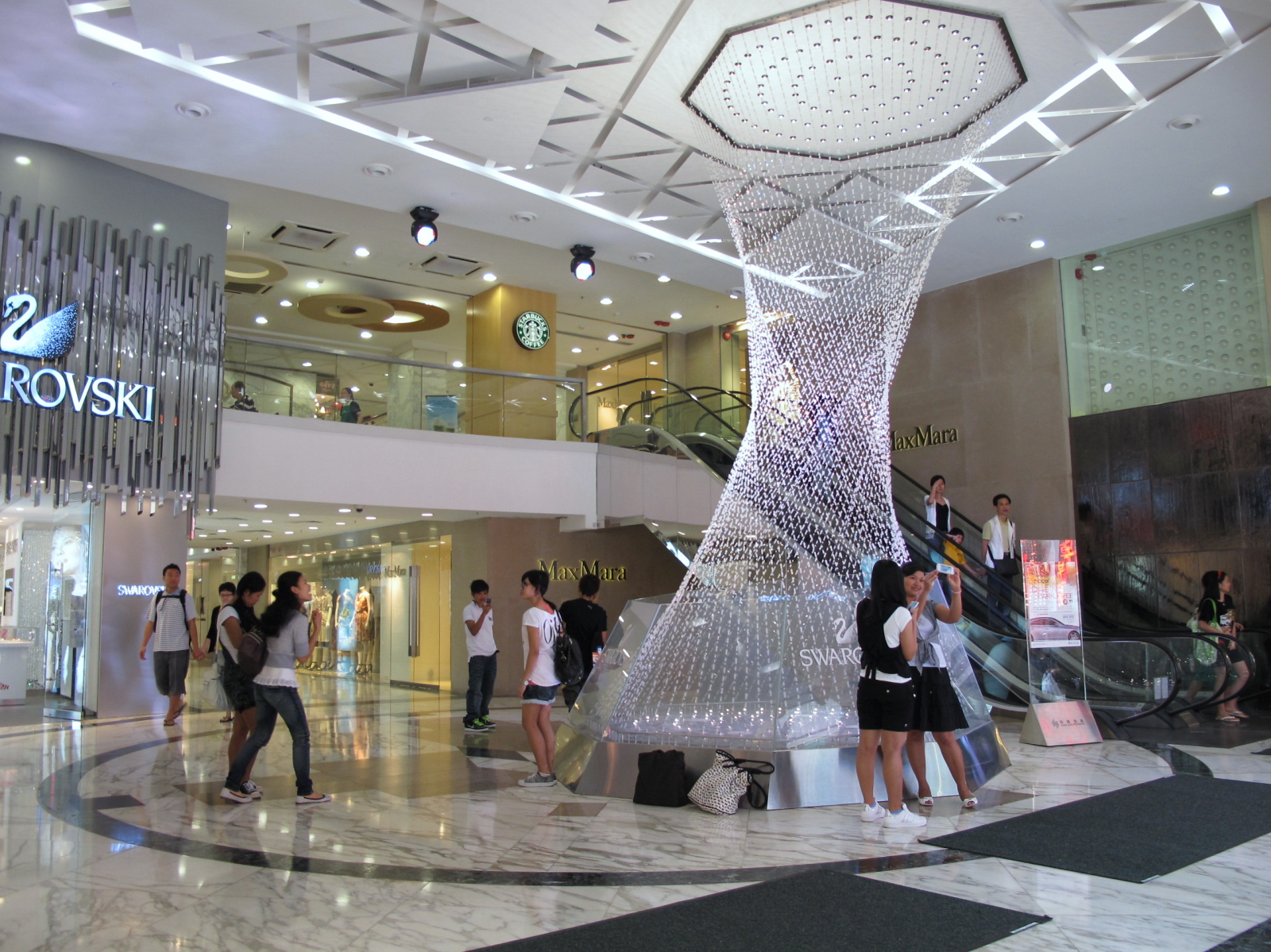
改装前のFashion Walk 屋内モール（2010年5月）

## アクセス
- 香港MTR・銅鑼湾駅E出口